# بطاقات الميوتوسكوب
بطاقات الميوتوسكوب هي بطاقات نُشرت خلال أربعينيات القرن العشرين من قبل شركة بكرات الميوتوسكوب العالمية وغيرها من المؤسسات الأخرى. تحمل بطاقات الميوتوسكوب الأبعاد 13.3سم × 8.25سم وكانت تُباع من آلات الدفع الذاتي بالقطع المعدنية في أماكن مثل الملاهي والحدائق.